# Боязкий хлопець
«Боязкий хлопець» (англ. The Timid Young Man) — короткометражна комедія Мака Сеннета 1935 року з Бастером Кітоном у головній ролі.

## У ролях
- Бастер Кітон — Мілтон
- Лона Андре — Гелен
- Тайні Сендфорд — Мортімер
- Кітті Макг'ю — наречена Мілтона
- Дон Броді — співробітник ресепшн
- Джеймс Мортон — батько Гелен